# Djebel Arkanu
Le djebel Arkanu, également orthographié djebel Arkenu ou gebel Árchenu, est un massif montagneux culminant à 1 435 mètres d'altitude et une vallée-oasis située dans la chabiyat d'Al-Koufrah dans le désert Libyque, dans le Sud-Est de la Libye, à environ 300 km au sud-est de la ville d'El Tag.

## Géographie
Elle est composée d'une intrusion de granite. La vallée est longue de 15 km et orientée d'est en ouest. La végétation est constituée de buissons, d'herbes et de quelques rares arbres. Le djebel Arkanu est un lieu de pâture. Chaque année, les Bédouins conduisent leurs troupeaux dans la vallée, bloquent l'entrée (située à une altitude de 598 mètres) avec des pierres, et reviennent trois mois plus tard récupérer le bétail.
Il est situé dans le désert à environ 70 km à l'ouest d'Arkenu et des deux cratères d'Arkenu (en).

## Histoire
L'existence du djebel Arkanu est connue, à travers des sources en arabe, depuis 1892 mais la montagne n'a été explorée pour la première fois qu'en 1923, par Ahmed Hassanein.

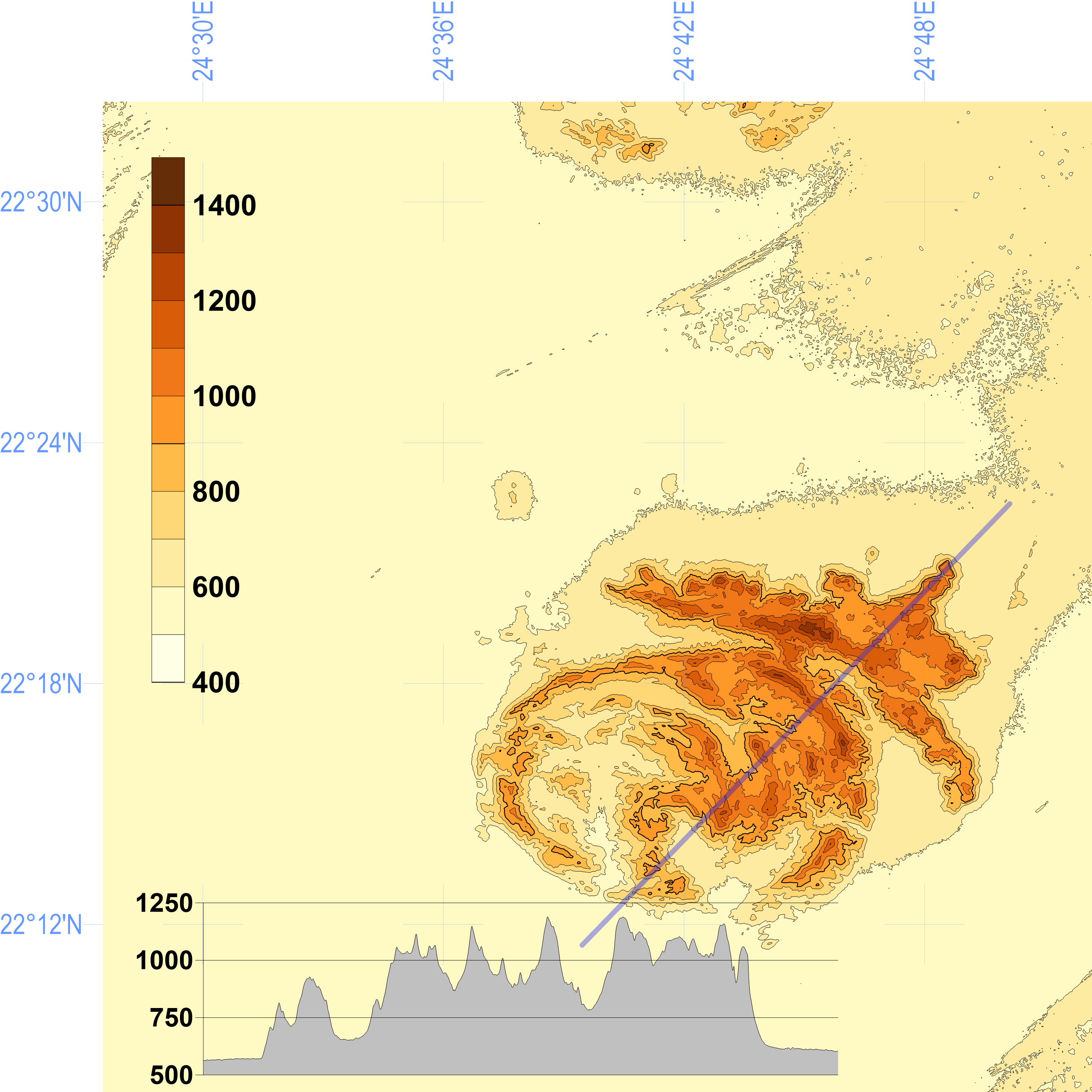
Carte topographique et profil altimétrique du djebel Arkanu.

## Archéologie
En 2003, une visite de terrain dans les régions du djebel Arkenu et du djebel Uweinat a permis de découvrir plusieurs nouveaux sites d'art rupestre qui n'avaient pas été signalés auparavant dans la littérature. Les chercheurs ont accordé une attention particulière au djebel Arkenu, une montagne plus petite voisine du djebel Uweinat, plus connu.
Dans le djebel Arkenu, deux sites de pétroglyphes ont été découverts au plus profond de l'oued principal. Le premier site d'Arkenu (Arkenu I) était un bloc rocheux au sommet plat et incliné qui portait une variété de pétroglyphes, représentant principalement des bovidés tels que des oryx et des bovins, ainsi que quelques canidés et d'autres animaux indistincts. Un seul pétroglyphe de bovidé a été trouvé sur un rocher isolé à environ 40 mètres en amont, servant de panneau indicateur intermédiaire vers le site suivant.
Le deuxième site d'Arkenu (Arkenu II) se trouvait à environ 20 mètres au-dessus du fond de l'oued, sur une paroi rocheuse perpendiculaire dotée d'ailes latérales et d'une grande dalle inclinée à la base. Les motifs de ce site étaient très différents, avec une prédominance de girafes et quelques restes indistincts de bovidés.
Ces sites d'art rupestre d'Arkenu récemment découverts donnent un aperçu supplémentaire du riche patrimoine culturel et de la signification symbolique de cette région désertique éloignée. Les chercheurs notent que les expéditions précédentes dans le djebel Uweinat s'étaient largement concentrées sur le djebel Uweinat, négligeant souvent la région voisine du djebel Arkenu.

### Sources et bibliographie
- (it) L.V. Bertarelli, Guida d'Italia, vol. XVII, Milan, Consociazione Turistica Italiana, 1929